# 잡코리아
잡코리아는 취업 지원 서비스를 전개하는 대한민국의 기업이다. 1998년 (주)칼스텍이 개설한 웹사이트에서 시작됐다. 이후 2000년 5월에 잡코리아로 사명을 변경했다.
2021년 사모펀드인 어피니티 에쿼티 파트너스에 팔렸다. 인수금액은 약 9000억원이다.

## 사업분야
- 취업 지원 사업
  - 인터넷 이력서, 채용정보 제공
  - 아르바이트 정보
  - 헤드헌팅
  - 정보 제공 - 교육정보, 취업 관련 뉴스 및 통계자료
  - 경력개발을 위한 교육 서비스 등
- 기타: 취업박람회, 취업캠프, 취업특강, 입사서류/면접 컨설팅, 취업 커뮤니티 등의 프로그램도 운영하고 있다.

## 제공 사이트
알바몬
아르바이트에 특화된 구인구직 포탈 서비스. 2004년 4월부터 서비스 시작.
게임잡
게임 업계에 특화된 구인구직 서비스

## 같이 보기
- 고용노동부
- 사람인에이치알
- 인크루트
- 건설워커
- 메디컬잡
- 잡카
- 샵마넷
- 세무잡
- 미디어잡
- 이엔지잡
- 원티드랩
- 비즈니스피플
- 114114구인구직